# پتار گارگوف
پتار گارگوف (بلغاری: Петър Гаргов؛ زادهٔ ۱۱ آوریل ۱۹۸۳) بازیکن فوتبال اهل بلغارستان است.
از باشگاه‌هایی که در آن بازی کرده است می‌توان به اشاره کرد.
وی همچنین در تیم ملی فوتبال زیر ۲۱ سال بلغارستان بازی کرده است.